# An Quang (xã)
An Quang là một xã thuộc thành phố Hải Phòng, Việt Nam.

## Địa lý
Xã An Quang có vị trí địa lý:
- Phía bắc giáp xã An Trường.
- Phía nam giáp xã Quyết Thắng với địa giới tự nhiên là sông Bắc Hưng Hải.
- Phía đông giáp xã An Lão và xã An Khánh.
- Phía tây giáp xã Hà Đông với địa giới tự nhiên là sông Thái Bình.

## Lịch sử
Địa bàn xã An Quang trước đây thuộc huyện An Lão, thành phố Hải Phòng.
Ngày 16 tháng 6 năm 2025, Ủy ban Thường vụ Quốc hội bàn hành Nghị quyết sắp xếp các đơn vị hành chính cấp xã thuộc thành phố Hải Phòng năm 2025. Theo đó, sắp xếp toàn bộ diện tích tự nhiên, quy mô dân số của xã Quốc Tuấn, xã Quang Trung và xã Quang Hưng thành xã mới có tên gọi là xã An Quang.
Căn cứ theo đề án sắp xếp đơn vị hành chính cấp xã của thành phố Hải Phòng năm 2025, xã An Quang được thành lập từ:
- Toàn bộ diện tích tự nhiên là 7,98 km², quy mô dân số là 11.437 người của xã Quốc Tuấn;
- Toàn bộ diện tích tự nhiên là 6,77 km², quy mô dân số là 10.368 người của xã Quang Trung;
- Toàn bộ diện tích tự nhiên là 6,65 km², quy mô dân số là 7.286 người của xã Quang Hưng.

Xã An Quang có diện tích tự nhiên là 21,4 km2 (đạt 101,90% so với quy định), quy mô dân số là 29.091 người (đạt 181,82% so với quy định).